# Paulina Šafaříková
Paulina Šafaříková také Pavlína, rozená Králová (11. dubna 1836 Jindřichův Hradec – 30. března 1920 Královské Vinohrady) byla česká spolková činovnice, překladatelka, astronomka, sufražetka a feministka, manželka profesora chemie a astronoma Vojtěcha Šafaříka. Spolupracovala s předními osobnostmi českého ženského emancipačního hnutí, jako bylo například Karolína Světlá či Eliška Krásnohorská.

## Životopis

### Mládí
Narodila se v Jindřichově Hradci v jižních Čechách do německy mluvící rodiny středoškolského profesora latiny Andrease Krále a Vincentie roz. Kallinové. Měla čtyři sourozence. Rodina se posléze přestěhovala na Královské Vinohrady u Prahy, kde otec přijal místo na vinohradském gymnáziu. Patrně díky matce získala vztah k českým kořenům a stala se vlastenkou. Díky otci získala pro ženu tehdy nadstandardní, především jazykové, vzdělání: kromě němčiny a češtiny ovládala též klasickou řečtinu, latinu, francouzštinu, italštinu a dokonce i angličtinu.

### Překladatelství
Čile se věnovala překladatelství. Její překlad románu skotského spisovatele Waltera Scotta Waverley aneb Před šedesáti lety vytvářený spolu s Dorou Hanušovou a vydaný roku 1875 je považován za první český moderní překlad tohoto díla (včetně redakčního krácení). V následujících letech vytvořila řadu českých překladů oper evropských autorů, například romány Charlese Dickense. Následně začala zapojovat do české spolkové činnosti: stala se členkou ženského spolku Americký klub dam založeného roku 1865 mimo jiné Karolínou Světlou či Sofií Podlipskou, s dopomocí filantropa Vojty Náprstka.

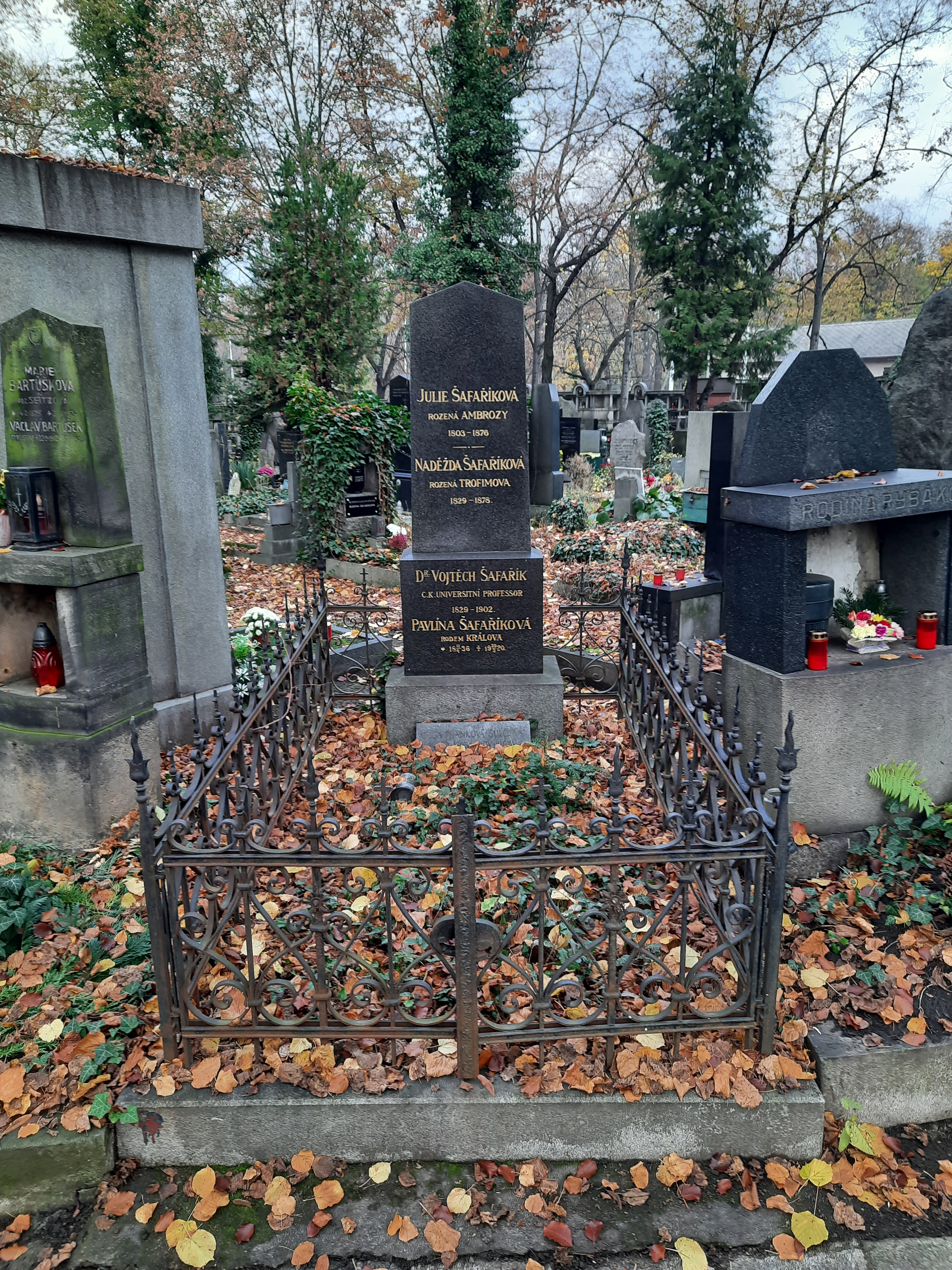
Rodinná hrobka rodiny Šafaříkovy na Olšanských hřbitovech

### Astronomie

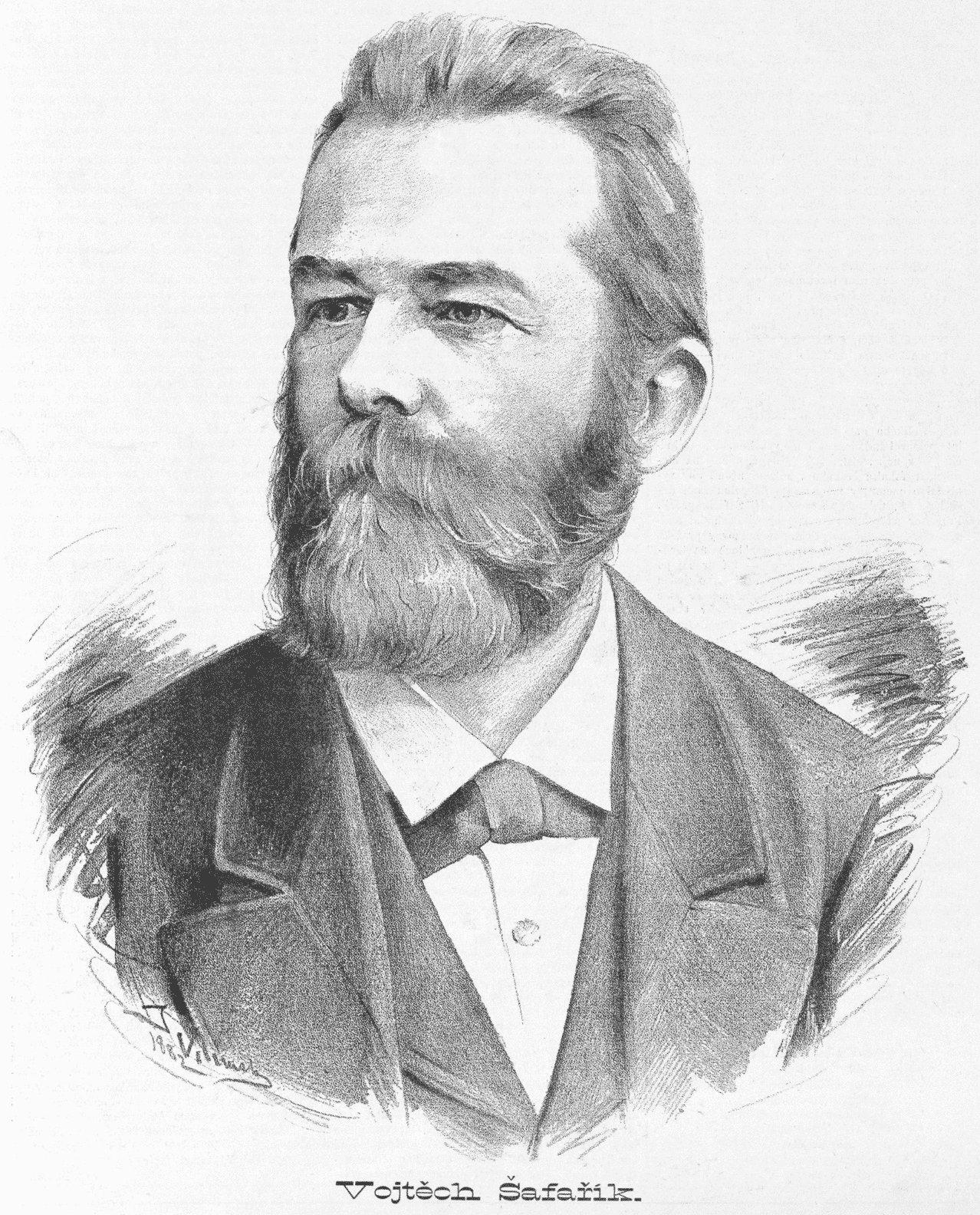
Vojtěch Šafařík, profesor chemie a astronom, manžel Pauliny Šafaříkové

Roku 1880 se Paulina Králová provdala se za chemika a astronoma Vojtěcha Šafaříka, profesora pražské Karlo-Ferdinandovy univerzity, syna slavisty Pavla Josefa Šafaříka. Díky manželovi se začala věnovat astronomii, jako možná první žena v Čechách. Asistovala manželovi při broušení optických skel a konstrukci teleskopů. Posléze investovala do koupi několika domů nedaleko Grébovky a zřídila zde prostornou hvězdárnu. Zasloužila se rovněž o pojmenování planetky č. 281 Lucretia objevenou rakouským astronomem Palisou, a který tak vyhověl Paulininu návrhu k uctění památky německé astronomky Caroliny Lucretie Herschelové.

### Úmrtí
Paulina Šafaříková zemřela 30. března 1920 na Královských Vinohradech v domě spolku Americká klub dam č.p. 422. Byla pohřbena spolu se svým manželem a dalšími členy rodiny na Olšanských hřbitovech.

### Rodinný život
Paulina Šafaříková, rozená Králová, se provdala za Václava Šafaříka 13. října 1880 ve staroměstském kostele svatého Salvátora. Stala se jeho druhou ženou, jeho první žena Naděžda, rozená Trofimová, zemřela roku 1878.

## Dílo
- Dějiny dalekohledu (1897)
- William Herschel a jeho sestra Karolina (1900)

### Časopisecká tvorba
- Nejstarší astronomie (1888)

### Překlady
- Waverley aneb Před šedesáti lety (společně s Dorou Hanušovou, 1874)